# John Robert Chancellor
Sir John Robert Chancellor (født 20. oktober 1870, død 31. juli 1952) var en britisk militærmand og kolonipolitiker.

## Liv og gerning
Chancellor var ingeniørsofficer, deltog i flere militære ekspeditioner i kolonierne 1896–1901 og blev kaptajn ved generalstaben 1903. Han tog senere sin afsked som oberstløjtnant. Fra 13. september 1911 til 28. januar 1916 var han guvernør og militærbefalende på Mauritius og 1916–1921 på Trinidad og Tobago samt 1923–1928 i Sydrhodesia. Han var britisk high commissioner i Palæstina 1928-1931.